# Chur Kuchan
Chur Kuchan (em persa: چوركوچان, romanizada como Chūr Kūchān e Chever Kūchān; também conhecida como Chever Kūkhān) é uma aldeia do distrito rural de Kurka, situada no distrito central de Astaneh-ye Ashrafiyeh, na província de Gilan, no Irã. No censo de 2006, sua população era de 1 586, em 428 famílias.